# Tetramethylharnstoff
Tetramethylharnstoff (TMU, von engl. tetramethylurea) ist ein Lösungsmittel für organische Verbindungen, insbesondere für Aromaten, und eignet sich als aprotisch-dipolares Reaktionsmedium, z. B. für Grignard-Verbindungen.
Die akute Toxizität von TMU ist mäßig. Allerdings erwies es sich an mehreren Tierarten als embryotoxisch und teratogen und sollte daher unter angemessenen Sicherheitsvorkehrungen verwendet werden.

## Vorkommen und Darstellung
Die Synthese und Eigenschaften von Tetramethylharnstoff wurden von Arthur Lüttringhaus 1963 umfassend beschrieben.
Die von den Autoren bevorzugte Synthesevariante geht aus von dem für die Herstellung von Polycarbonaten verwendeten Diphenylcarbonat, das mit gasförmigem Dimethylamin im Autoklaven zur Reaktion gebracht wird und eine Ausbeute an Tetramethylharnstoff von 74 % liefert.
Bei der Reaktion von Dimethylcarbamoylchlorid mit wasserfreiem Natriumcarbonat fällt TMU in einer Ausbeute von 96,5 % an. Diese Reaktion wurde bereits 1879 von Wilhelm Michler und Mitarbeiter beschrieben.
Dimethylcarbamoylchlorid reagiert auch mit überschüssigem Dimethylamin zu (verunreinigtem und übelriechendem) Tetramethylharnstoff, der durch Zugabe von Calciumoxid und anschließende fraktionierte Destillation gereinigt werden kann.
Die Umsetzung von Dimethylamin mit Phosgen in Gegenwart von z. B. 50%iger Natronlauge und anschließende Extraktion mit 1,2-Dichlorethan liefert TMU in 95%iger Ausbeute.
Die Reaktionen mit Dimethylcarbamoylchlorid und Phosgen sind stark exotherm und die Entfernung des anfallenden Dimethylamin-Hydrochlorids erfordert einigen Aufwand.
Tetramethylharnstoff entsteht auch bei der Oxidation von Tetrakis(dimethylamino)ethylen (TDAE), einem sehr elektronenreichen Alken und starkem Reduktionsmittel, zugänglich aus Tris(dimethylamino)methan durch Pyrolyse oder aus Chlortrifluorethen und Dimethylamin.
TDAE reagiert mit Sauerstoff in einer (2+2)-Cycloaddition zu einem 1,2-Dioxetan, welches zu elektronisch angeregtem Tetramethylharnstoff zerfällt. Dieser kehrt unter Abgabe von grünem Licht mit einem Emissionsmaximum bei 515 nm in den Grundzustand zurück.

## Eigenschaften
Tetramethylharnstoff ist eine klare, farblose Flüssigkeit mit schwachem aromatischem Geruch, die sich mit Wasser und vielen organischen Lösungsmitteln mischt. Ungewöhnlich für Harnstoffe ist der flüssige Zustand von TMU und sein weiter Flüssigkeitsbereich von > 170 K.

## Anwendungen
Tetramethylharnstoff ist mit einer Vielzahl organischer Verbindungen mischbar, darunter auch Säuren, wie z. B. Essigsäure oder Basen, wie z. B. Pyridin und ein ausgezeichnetes Lösungsmittel für organische Substanzen, wie z. B. ε-Caprolactam oder Benzoesäure und löst selbst einige anorganische Salze, wie z. B. Silbernitrat oder Natriumiodid. TMU wird wegen seiner ausgeprägten Lösungsmitteleigenschaften oft als Ersatz für das karzinogene Hexamethylphosphorsäuretriamid (HMPT) eingesetzt.
Tetramethylharnstoff eignet sich als Reaktionsmedium für die Polymerisation von aromatischen Disäurechloriden, wie z. B. Isophthalsäuredichlorid und aromatischen Diaminen, wie z. B. 1,3-Diaminobenzol (m-Phenylendiamin) zu Aramiden wie z. B. Poly(m-phenylenisophthalamid) (Nomex®).
Die Polymerisation von 4-Aminobenzoesäurechlorid-hydrochlorid in TMU liefert isotrope, viskose Lösungen von Poly(p-benzamid) (PPB), die direkt zu Fasern versponnen werden können.
In einem Gemisch TMU-LiCl können stabile isotrope Lösungen bis zu einer PPB-Polymerkonzentration von 14 % erhalten werden.
TMU löst auch Celluloseester und quillt andere Polymere, wie z. B. Polycarbonate, Polyvinylchlorid oder aliphatische Polyamide, meist bei erhöhter Temperatur, an.
Aus Tetramethylharnstoff sind auf einfachem Weg starke gehinderte und nicht-nucleophile Guanidin-Basen zugänglich,
die im Gegensatz zu den anellierten Amidinbasen DBN oder DBU nicht alkyliert werden.
Eine Abwandlung der Koenigs-Knorr-Methode zum Aufbau von Glycosiden aus 2,3,4,6-Tetra-O-acetyl-α-D-glucopyranosylbromid (Acetobromglucose) stammt von S. Hanessian, der als Silbersalz Silbertrifluormethansulfonat (Ag-triflat, TfOAg) und als Protonenacceptor Tetramethylharnstoff einsetzte. Diese Verfahrensvariante zeichnet sich durch eine vereinfachte Prozessführung, sowie hohe Anomerenreinheit und Ausbeuten der Produkte aus.
Führt man die Reaktion mit Acetobromglucose und Silbertriflat/TMU bei Raumtemperatur durch, dann reagiert TMU nicht nur als Base, sondern auch mit dem Glycosylhalogenid unter Bildung eines gut isolierbaren Uroniumtriflats in 56%iger Ausbeute.